# Papa Celestino III
Celestino III, nato Giacinto Bobone Orsini (Roma, 1106 circa – Roma, 8 gennaio 1198), è stato il 175º papa della Chiesa cattolica dal 1191 alla sua morte.

## Biografia
Giacinto nacque da Pietro della nobile famiglia romana dei Bobone, da un ramo della quale discesero gli Orsini, per questo talvolta viene attribuito a questo papa il cognome Orsini o addirittura Boboni Orsini. Gli viene attribuito anche il nome di "Giacinto Boccardi".

### Formazione e carriera ecclesiastica
Suddiacono della Basilica lateranense dal 1126, studiò dialettica e teologia a Parigi alla scuola di Pietro Abelardo (1138-1140); Arnaldo da Brescia e Guido di Castello, futuro cardinale e Papa Celestino II, furono suoi condiscepoli. Nel 1140 Giacinto difese Abelardo al Concilio di Sens.
Fu creato cardinale diacono di Santa Maria in Cosmedin da papa Celestino II nel 1144.

#### Conclavi
Ancora cardinale Giacinto Bobone, papa Celestino III partecipò ai seguenti conclavi:
- conclave del 1144, che elesse papa Lucio II
- conclave del 1145, che elesse papa Eugenio III
- conclave del 1153, che elesse papa Anastasio IV
- conclave del 1154, che lesse papa Adriano IV
- conclave del 1159, che elesse papa Alessandro III
- conclave del 1181, che elesse papa Lucio III
- conclave del 1185, che elesse papa Urbano III
- primo conclave del 1187, che elesse papa Gregorio VIII
- secondo conclave del 1187, che elesse papa Clemente III
- conclave del 1191, nel quale fu eletto Papa egli stesso.

### Il pontificato

#### Relazioni con l'imperatore

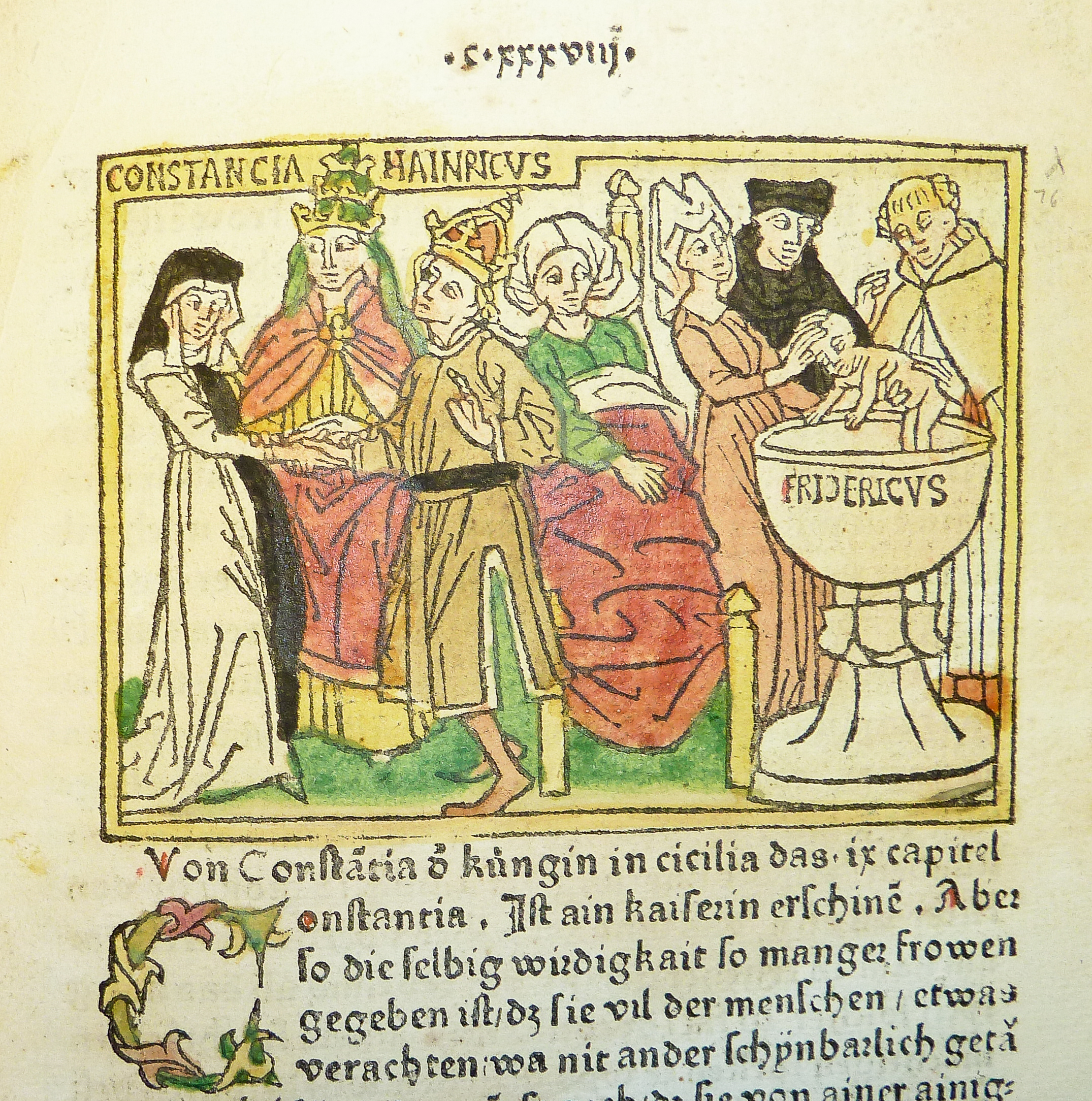
Xilografia raffigurante papa Celestino III con Enrico IV, sua moglie Costanza d'Altavilla e il figlio Federico II

Fu eletto al Soglio pontificio il 30 marzo 1191, all'età di 85 anni, quando era ancora solo un diacono. Fu quindi uno dei pochi pontefici che, al momento dell'elezione, non erano né vescovi né, addirittura, sacerdoti, nonché uno dei più vecchi al momento dell'elezione; ricevette quindi l'ordinazione sacerdotale il 13 aprile, Sabato Santo, e la consacrazione episcopale il giorno seguente, domenica di Pasqua del 1191. Scelse il nome di Celestino III in omaggio all'ex compagno di studi e benefattore Celestino II.
Il collegio cardinalizio aveva deciso in fretta la sua elezione, poiché l'imperatore Enrico VI era ormai alle porte di Roma: Enrico pretendeva la corona imperiale. L'autorità papale era in quel momento molto bassa, avendo più autorevolezza il Senato romano che seppe opporsi a Enrico VI, chiedendo a sua volta la rimozione della guarnigione imperiale stanziata nella vicina cittadina di Tuscolo. Enrico VI acconsentì a tale richiesta, pertanto il 15 aprile fu incoronato imperatore del Sacro Romano Impero. Quindi partì lasciando la città di Tuscolo alla vendetta devastatrice dei Romani.
Celestino si dimostrò debole nei confronti dell'imperatore in almeno un paio di occasioni: quando nel novembre 1192 Enrico VI fece uccidere il vescovo di Liegi, Alberto di Lovanio, egli non osò protestare, e quando Enrico fece prigioniero Riccardo I d'Inghilterra, costringendolo a sborsare un favoloso riscatto (1193-1194), il pontefice non utilizzò l'arma della scomunica nei confronti dell'imperatore.
Nel 1196 Enrico VI, che dopo la morte di Tancredi aveva strappato la Sicilia ai Normanni, andò a Roma per ottenere un accordo con il papa, che non aveva mai approvato la conquista dell'isola e che lamentava lo stato di prigionia cui Enrico aveva sottoposto alcuni vescovi siciliani e Guglielmo figlio di Tancredi. L'imperatore offrì alla Santa Sede, in cambio dell'approvazione del suo dominio in Italia (inclusi alcuni territori già sotto la signoria papale), un contributo permanente in denaro da parte di tutte le cattedrali dell'impero. Celestino tuttavia rifiutò l'offerta. Enrico morì a Messina quello stesso anno dopo aver ferocemente represso alcuni moti insurrezionali in Sicilia.

#### Decreti e atti ufficiali
Nel 1192 Celestino III confermò lo statuto dell'Ordine teutonico.
Nel 1195 Celestino III annullò il ripudio, da parte di Filippo II di Francia, della moglie Ingeburge di Danimarca, sposata nel 1193 e dalla quale non aveva ancora avuto figli.
Il 25 agosto del 1196 papa Celestino III approvò l'Ordine florense fondato da Gioacchino da Fiore.
Celestino III consolidò l'amministrazione romana e ne risanò le finanze, riuscendo a far rispettare l'obbligo del versamento dei tributi; censì, con l'aiuto del cardinale Cencio Savelli, futuro papa Onorio III, le proprietà della Santa Sede con il Liber censuum.

#### Concistori per la creazione di nuovi cardinali
Papa Celestino III durante il suo pontificato creò 11 cardinali nel corso di 4 distinti concistori.

#### La fine
Prima di morire avrebbe espresso l'intenzione di abdicare indicando quale suo successore il cardinale Giovanni di San Paolo, ma i cardinali non glielo avrebbero permesso.
Venne sepolto nella basilica di San Giovanni in Laterano.

## Genealogia episcopale e successione apostolica
La genealogia episcopale è:
- Cardinale Ottaviano Poli dei conti di Segni
- Papa Celestino III

La successione apostolica è:
- Vescovo Hamelin di Le Mans (1191)
- Arcivescovo Martín López de Pisuerga (1192)
- Vescovo Philip of Poictou (1197)